# Toxiclionella tumida
Toxiclionella tumida é uma espécie de gastrópode do gênero Toxiclionella, pertencente a família Clavatulidae.